# Vladyslav Kučeruk
Vladyslav Vyktorovyč Kučeruk (in ucraino Владислав Викторович Кучерук?; Vinnycja, 14 febbraio 1999) è un calciatore ucraino, portiere del Prykarpattja.

## Carriera

### Club
Ha giocato 21 partite nella prima divisione ucraina con Kolos Kovalivka e Čornomorec', in entrambi i casi in prestito dalla Dinamo Kiev, club in cui in precedenza aveva giocato a livello giovanile.

### Nazionale
Con la nazionale Under-20 ucraina ha preso parte al campionato mondiale 2019, vinto dalla propria nazionale.

## Palmarès

### Club

#### Competizioni nazionali
- Coppa d'Ucraina: 1

Dinamo Kiev: 2019-2020

### Nazionale
- Campionato mondiale Under-20: 1

Polonia 2019